# Spektralklasse
Die Spektralklasse, auch Spektraltyp genannt, ist in der Astronomie eine Klassifizierung der Sterne nach dem Aussehen ihres Lichtspektrums.
Dabei beruht das System auf der Entdeckung von Joseph von Fraunhofer im Jahr 1813, der im Sonnenspektrum dunkle Absorptionslinien fand. Robert Wilhelm Bunsen und Gustav Robert Kirchhoff entdeckten 1859, dass diese Linien von der Lage her identisch mit Emissionslinien sind, die von bestimmten chemischen Elementen abgegeben werden.
Der Schluss lag nahe, dass diese Elemente in der Sonne vorhanden sein mussten. Die Spektralanalyse war begründet. Neben der Analyse von Materialien auf der Erde ließen sich so auch die Sternspektren analysieren.

## Prinzip
Der Klassifizierung eines Sterns in eine Spektralklasse des MK-Systems (nach W. Morgan und P. Keenan) liegt ein visueller Vergleich seines Spektrums mit den Spektren von Standardsternen zu Grunde. Um instrumentelle Effekte – wie zum Beispiel ein höheres spektrales Auflösungsvermögen – auf die Klassifikation auszuschließen, wird eine Standardinstrumentation angegeben. Mit Rücksicht auf die fortgeschrittene Entwicklung astronomischer Instrumente wurde die Klassifikationsauflösung inzwischen mehrfach erhöht. Auch erfuhr das ursprüngliche MK-System dahingehend Veränderungen, dass neue Standardsterne mit einbezogen und andere, als wenig geeignet erkannt, aus dem System entfernt wurden. Wegen der damals verwendeten photographischen Emulsionen reicht der spektrale Bereich, auf den sich die MK-Klassifikation bezieht, von etwa 390 nm bis etwa 500 nm.
Die MK-Klassifikation beinhaltet ausdrücklich keine Klassifikation nach sekundär bestimmten physikalischen Größen, sondern macht sich die Fähigkeit des menschlichen Gehirns zur Mustererkennung zunutze. In neuerer Zeit wurden auch künstliche neuronale Netze mit einigem Erfolg auf die MK-Klassifikation trainiert. Dadurch wird gewährleistet, dass die Klassifikation konsistent bleibt, auch wenn sich die Erkenntnisse zur stellaren Physik ändern.

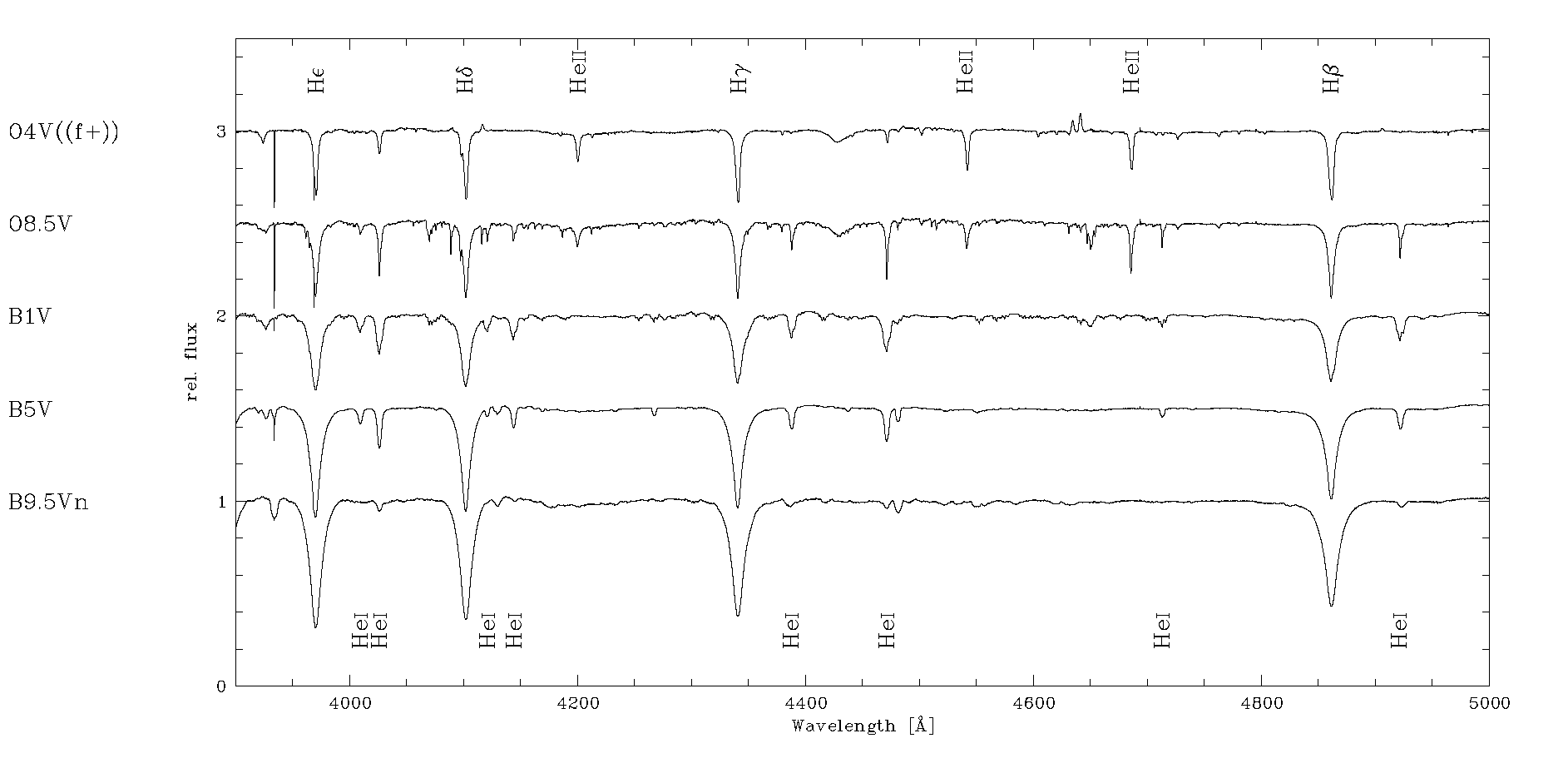
Spektren früher Hauptreihensterne mit markierten Klassifikationsmerkmalen der He II (stark in O-Sternen), He I (stark in frühen B-Sternen), und Balmerlinien (stark in späten B-/frühen A-Sternen)

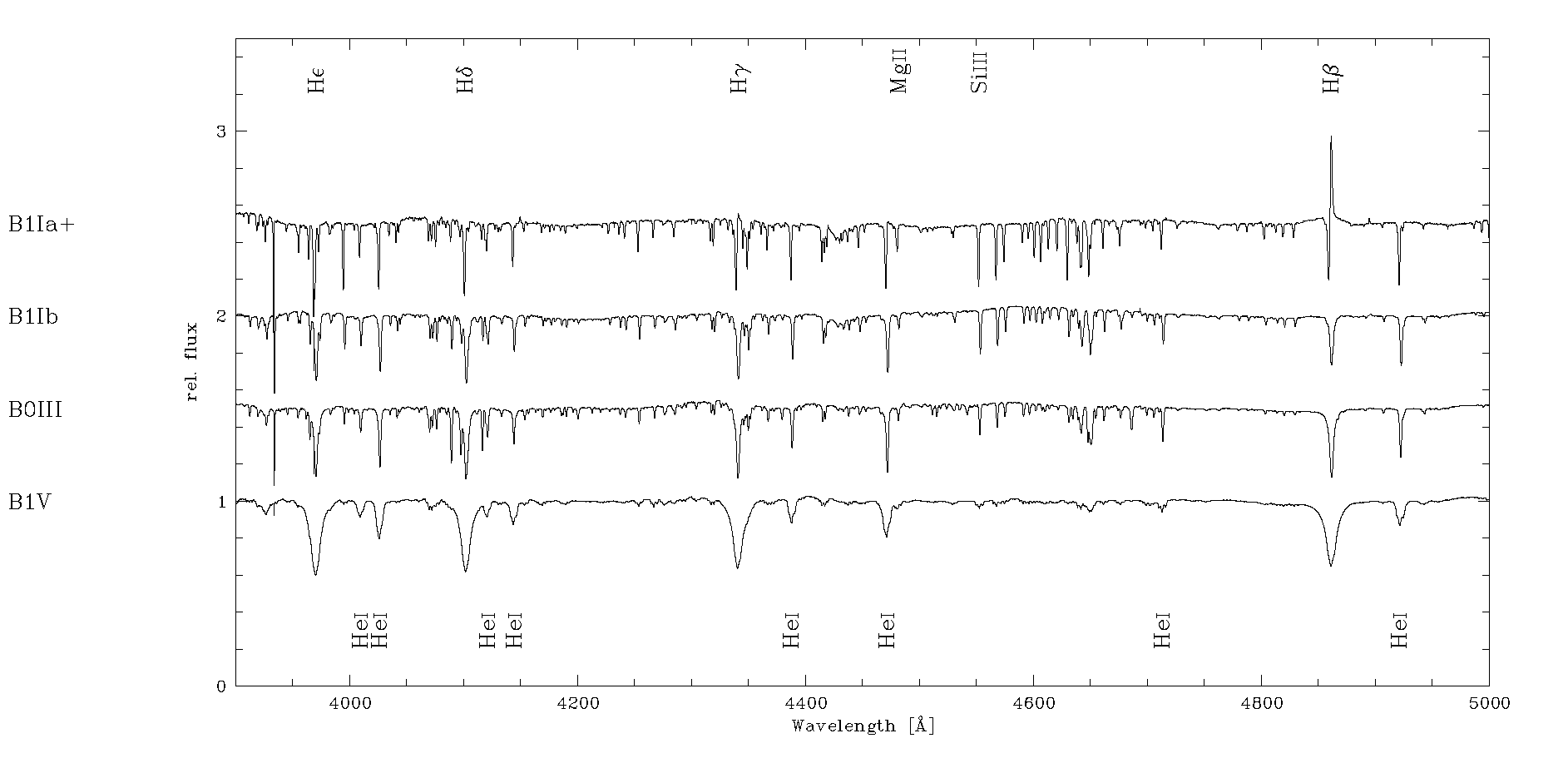
Leuchtkraftsequenz früher B-Typ Sterne – die Breite der Balmerlinien nimmt stark ab, bis Hβ bei B1a+ sogar in Emission ist, während die Klassifikationsmerkmale für die Temperatur, hier das He I/Mg II-Verhältnis, sich kaum ändern

Vergleichsbeispiele

## Einteilung

Vergleich der Spektralklassen O–M für Hauptreihensterne

Es hat sich eingebürgert, die Spektralklassen O bis A als frühe Spektralklassen, die Spektralklassen F bis G als mittlere Spektralklassen und die übrigen Spektralklassen als späte Spektralklassen zu bezeichnen. Die Bezeichnungen „früh“, „mittel“ und „spät“ entstammen der inzwischen überholten Annahme, Sterne würden nach ihrer Entstehung immer kälter: Heiße, bläuliche Sterne seien also z. B. besonders jung und kalte, rötliche Sterne besonders alt. Trotz dieser irrtümlichen Einteilung sind diese Bezeichnungen noch heute in Gebrauch, und ein Stern gilt als „früher“ oder „später“, wenn seine Spektralklasse im Vergleich zu der eines anderen näher an der Klasse O oder an der Klasse M liegt.
Es bestehen folgende sieben Grundklassen sowie drei Klassen für Braune Zwerge und drei Unterklassen für durch die Nukleosynthese verursachten chemischen Besonderheiten roter Riesensterne.
Für genauere Klassifikation können Spektralklassen in Unterklassen 0 bis 9 eingeteilt werden. Es gibt heute mehrere Systeme der Spektralklassifikation, die sich dieser Schreibweise des Spektraltyps bedienen und ihre Klassen diesem System angleichen. Im ursprünglichen Harvard-System und dessen Erweiterung, dem MK-System, das zusätzlich die Leuchtkraftklassen definiert, wurden nicht alle diese Subtypen auch benutzt. Auf B3-Sterne folgten beispielsweise unmittelbar B5-Sterne, die Klasse B4 wurde übersprungen. Mit zunehmend besseren Instrumenten konnte im Laufe der Zeit feiner unterschieden werden, so dass Zwischenklassen definiert wurden, zum Beispiel gibt es zwischen B0 und B1 mittlerweile sogar drei zusätzliche Klassen, die B0.2, B0.5, und B0.7 genannt werden.
Es gab verschiedene Vorläufer der heutigen Spektralklassen, siehe dazu: Klassifizierung der Sterne#Geschichte (frühere Klassifikationen)
| Klasse                                                  | Charakteristik | Farbe                  | Oberflächen- temperatur (K) | typ. Masse für Hauptreihe (M☉) | Beispiele                                             |
| ------------------------------------------------------- | --- | ---------------------- | --------------------------- | ------------------------------ | ----------------------------------------------------- |
| Hauptreihe und Riesenast                                | |                        |                             |                                |                                                       |
| O                                                       | ionisiertes Helium (He II)                                                                                                | blau                   | 30000–50000                 | >18                            | Mintaka (δ Ori), Naos (ζ Pup)                         |
| B                                                       | neutrales Helium (He I), Balmer-Serie Wasserstoff                                                                         | blau-weiß              | 10000–30000                 | 05                             | Rigel, Spica, Achernar                                |
| A                                                       | Wasserstoff, Calcium (Ca II)                                                                                              | weiß (leicht bläulich) | 07500–10000                 | 01,9                           | Wega, Sirius, Altair                                  |
| F                                                       | Calcium (Ca II), Auftreten von Metallen                                                                                   | weiß-gelb              | 06000–07500                 | 01,4                           | Prokyon, Canopus, Polarstern                          |
| G                                                       | Calcium (Ca II), Eisen und andere Metalle                                                                                 | gelb                   | 05300–06000                 | 01,0                           | Tau Ceti, Sonne, Alpha Centauri A                     |
| K                                                       | starke Metalllinien, später Titan(IV)-oxid                                                                                | orange                 | 03900–05300                 | 00,7                           | Arcturus, Aldebaran, Epsilon Eridani, Albireo A       |
| M                                                       | Titanoxid | rot-orange             | 02300–03900                 | 00,3                           | Beteigeuze, Antares, Kapteyns Stern, Proxima Centauri |
| Braune Zwerge                                           | |                        |                             |                                |                                                       |
| L                                                       | | rot                    | 01300–02300                 |                                | VW Hyi                                                |
| T                                                       | | rot (Maximum in IR)    | 00500–01300                 |                                | ε Indi Ba                                             |
| Y                                                       | | infrarot (IR)          | 00200–00500                 |                                | WISEP J041022.71+150248.5                             |
| Kohlenstoffklassen der roten Riesen (Kohlenstoffsterne) | |                        |                             |                                |                                                       |
| R                                                       | Cyan (CN), Kohlenmonoxid (CO), Kohlenstoff                                                                                | rot-orange             | 03500–05400                 |                                | S Cam, RU Vir                                         |
| N                                                       | Ähnlich Klasse R, mit mehr Kohlenstoff. Das Spektrum weist ab dieser Spektralklasse praktisch keine Blauanteile mehr auf. | rot-orange             | 02000–03500                 |                                | T Cam, U Cas                                          |
| S                                                       | Zirkoniumdioxid | rot                    | 01900–03500                 |                                | R Lep, Y CVn, U Hya                                   |

1. ↑  Anm.: Es gibt auch Braune Zwerge, die der Spektralklasse M zugeordnet werden, wie etwa der Ultrakühle Zwerg LSR J1835+3259 mit der Klasse M8.5 V.

### Merksätze
Die Spektralklassen mit ihren sieben Grundtypen (O, B, A, F, G, K, M) machen rund 99 % aller Sterne aus, weshalb die anderen Klassen oft vernachlässigt werden.
Als Merksatz für diese Spektralklassen dienen die Sätze:
- Hauptreihe (O B A F G K M):

„Opa Bastelt Am Freitag Gerne Kleine Männchen“
„Offenbar Benutzen Astronomen Furchtbar Gerne Komische Merksätze“
„Ohne Bier aus’m Fass gibt’s koa Maß“
- Hauptreihe + Rote Riesen (O B A F G K M (R N S)):

„Oh Be A Fine Girl/Guy Kiss Me (Right Now. Smack!)“
- Hauptreihe + Braune Zwerge (O B A F G K M L T):

„Oh Be A Fine Girl/Guy Kiss My Lips Tonight“
„Ohne Bier aus Flaschen geht kein Mensch lang trinken“
Es gibt eine Vielzahl weiterer Varianten entsprechender Merksätze.

## Klassen außerhalb der Standard-Sequenzen
Folgende Klassen lassen sich nicht in die oben beschriebenen Sequenzen einordnen:
| Klasse | Objekte                                   | Unterklassen/Charakteristik                 |
| ------ | ----------------------------------------- | ------------------------------------------- |
| D      | Degenerierte Materie (z. B. Weiße Zwerge) | DA, DB, DC, DO, DZ, DQ, DX etc.             |
| Q      | Novae                                     |                                             |
| Pv     | Planetarische Nebel                       |                                             |
| W      | Wolf-Rayet-Sterne                         | WN: Stickstofflinien, WC: Kohlenstofflinien |

## Prä- und Suffixe
Die Unterteilung der Spektralklassen kann durch Suffixe und Präfixe weiter verfeinert werden.

### Suffixe
| Suffix | Bedeutung                                                         |
| ------ | ----------------------------------------------------------------- |
| c      | besonders scharfe Linien (engl. crisp)                            |
| comp   | zusammengesetztes (engl. composite) Spektrum                      |
| d      | Zwergstern (Hauptreihe; engl. dwarf)                              |
| e, em  | Emissionslinien                                                   |
| g      | normaler Riese (engl. giant)                                      |
| k      | interstellare Absorptionslinien                                   |
| m      | starke Metalllinien                                               |
| n, nn  | diffuse Linien (engl. nebulous)                                   |
| p, pec | Besonderheiten bei Linienintensität (engl. peculiar, „besonders“) |
| s      | scharfe Linien                                                    |
| sd     | Unterzwerg (engl. sub dwarf)                                      |
| v, var | variables Spektrum                                                |
| w      | Weißer Zwerg                                                      |

Teilweise werden diese Zusätze durch Angabe der Leuchtkraftklasse überflüssig, die 1943 von William Wilson Morgan und Philip Keenan eingeführt wurde (MK-System).

### Präfixe
| Präfix | Bedeutung                | Bedeutung  |
| Präfix | englisch (international) | deutsch    |
| ------ | ------------------------ | ---------- |
| d      | dwarf                    | Zwerg      |
| sd     | sub-dwarf                | Unterzwerg |
| g      | giant                    | Riese      |